# Dvounožka ostroretá
Dvounožka ostroretá (Lialis burtonis) je plaz z čeledi dvounožkovitých, který se vyznačuje štíhlým hadovitým tělem, chybějícími předními končetinami a zakrnělými zadními končetinami. Vyskytuje se poměrně hojně v Austrálii kromě nejchladnějších oblastí na jihu a také na jihovýchodě Nové Guiney. Obývá různé biotopy: v lesích se skrývá před horkem i dravými ptáky mezi spadaným listím a větvičkami, v otevřené krajině vyhledává opuštěné nory. Latinské druhové jméno má podle anglického lékaře a přírodovědce Edwarda Burtona.
Dvounožka ostroretá dosahuje délky do 60 cm, je zbarvená šedě až olivově s podélnými černými pruhy. Má protáhlý, zašpičatělý čenich, který jí jako vizuálnímu predátorovi umožňuje široký rozhled, její čelisti se dají otevřít doširoka a jsou opatřeny zahnutými zuby. To umožňuje dvounožce lovit kořist, kterou tvoří menší plazi, jako hadi, scinkové nebo gekoni, které láká pohyby ocasu. Může být aktivní ve dne i v noci, záleží na klimatických podmínkách a dostupnosti kořisti. Je vejcorodá, ve snůšce bývají obvykle dvě vejce. Mláďata se rodí asi 13 cm dlouhá.